# Petaurista leucogenys
Petaurista leucogenys är en däggdjursart som först beskrevs av Coenraad Jacob Temminck 1827.  Petaurista leucogenys ingår i släktet jätteflygekorrar, och familjen ekorrar. IUCN kategoriserar arten globalt som livskraftig. Inga underarter finns listade i Catalogue of Life.

## Utseende
Arten blir utan svans 30,5 till 58,5 cm lång och den väger 1,0 till 1,3 kg. Den mjuka pälsen med långa hår har på ovansidan en färg som varierar mellan gulgrå, brun, rödbrun och svartaktig. Svansen har vanligen samma färg som ryggen och den är något längre än huvudet och bålen tillsammans. Vid undersidan är pälsen ljusbrun eller gul- till vitaktig. Liksom hos andra flygekorrar förekommer en flygmembran för att sväva i luften. Artens ansikte påminner om tvättbjörnens ansikte. Mörka ringar kring ögonen och vita linjer framför öronen bildar en ansiktsmask.

## Utbredning och habitat
Denna flygekorre förekommer i Japan men den saknas på Hokkaido och på några mindre japanska öar. Tidigare räknades även några populationer utanför Japan till Petaurista leucogenys, de ingår nu i arten Petaurista xanthotis. Petaurista leucogenys har ett större bestånd i Japan men den är något sällsynt i låglandet. Habitatet utgörs av ursprungliga skogar, av äldre återskapade skogar och av kultiverade landskap med träd.

## Ekologi
Individerna är aktiva på natten och de klättrar nästan uteslutande i träd när de inte svävar i luften. På dagen vilar de i trädens håligheter eller i det täta bladverket. När arten glider genom luften är sträckan i genomsnitt 50 meter och ibland upp till 160 meter. Hanar och honor bildar monogama par som lever i samma revir. För kommunikationen har de olika läten som påminner om fåglarnas kvittrande.
Arten äter olika växtdelar som blad, blommor, frön, unga växtskott, frukter och bark. Födans sammansättning varierar beroende på årstid. Petaurista leucogenys plockar ofta föda från de delar av trädet som sticker längst ut. Den ställer sig med sina bakfötter på en gren och sträcker sig med sina framtassar fram.
Hos denna flygekorre förekommer två fortplantningstider, den första mellan november och januari och den andra i maj och juni. Dräktigheten varar cirka 74 dagar och sedan föds en eller två ungar. Efter cirka 60 dagar kan ungarna lämna boet för första gången men de diar sin mor ytterligare 30 dagar. Ungarna blir självständiga efter 12 till 18 månader. Könsmognaden infaller i genomsnitt 21 månader efter födelsen men hanar som föds under sommaren blir snabbare könsmogna än hanar som föds under tidiga våren. Det är inte helt utrett om ungarnas far deltar i uppfostringen.

## Bildgalleri

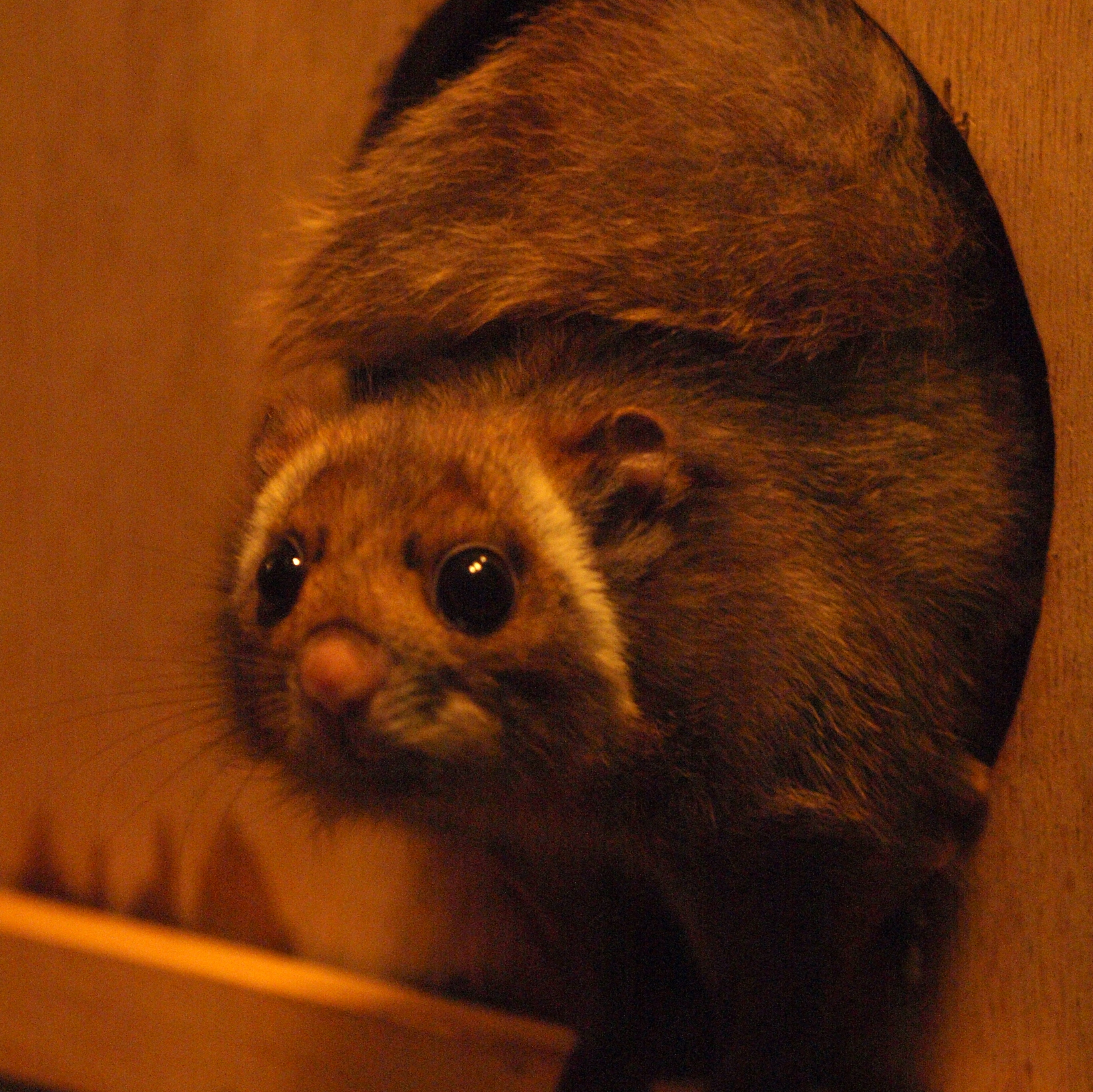